# Vĩnh Thanh, Lang Phường
Vĩnh Thanh (chữ Hán giản thể: 永清县) là một huyện thuộc địa cấp thị Lang Phường, tỉnh Hà Bắc, Cộng hòa Nhân dân Trung Hoa. Huyện này có diện tích 774 ki-lô-mét vuông, dân số 370.000 người. Mã số bưu chính là 065600. Huyện lỵ đóng tại trấn Vĩnh Thanh. Về mặt hành chính, huyện được chia thành 5 trấn, 4 hương và 1 hương dân tộc.
- Trấn: Vĩnh Thanh, Hàn Thôn, Hậu Dịch, Biệt Cổ Trang, Lý Lan Thành.
- Hương: Tam Thánh Khẩu, Tào Gia Các, Lưu Cận, Long Hổ Trang.
- Hương dân tộc Hồi Quảng Gia Các.